# Polinomio homogéneo
En matemáticas, un polinomio homogéneo es un polinomio en que cada uno de sus términos (monomios) tienen el mismo grado; o sus elementos son de la misma dimensión. Por ejemplo, {\displaystyle x^{5}+2x^{3}y^{2}+9x^{1}y^{4}} es un polinomio homogéneo de grado 5, en dos variables; la suma de los exponentes es siempre 5.
Una forma algebraica, o simplemente forma es otro nombre para un polinomio homogéneo. Un polinomio homogéneo de grado 2 es una forma cuadrática, y puede ser representado como una matriz simétrica. La teoría de las formas algebraicas es muy extensa, y tiene numerosas aplicaciones en todas las otras matemáticas y ciencias teóricas.

## Tensores simétricos
Los polinomios homogéneos en un espacio vectorial pueden ser construidos directamente a partir de tensores simétricos, y viceversa. Para espacios vectoriales definidos sobre los cuerpos de números reales o complejos, el sistema de polinomios homogéneos y los tensores simétricos son de hecho isomorfos. Este parentesco es usualmente expresados como sigue.
Siendo X e Y vectores del espacio vectorial, y T el mapa multilineal o tensor simétrico:
{\displaystyle {\begin{matrix}T:&\underbrace {X\times X\times \cdots \times X} &\to &Y\\&n&&\\\end{matrix}}}
Se define el operador diagonal {\displaystyle \Delta } como:
{\displaystyle {\begin{matrix}\Delta :&X&\to &X^{n}\\&x&\mapsto &(x,x,\dots ,x)\\\end{matrix}}}
El polinomio homogéneo {\displaystyle {\widehat {T}}} de grado n asociado con T es simplemente {\displaystyle {\widehat {T}}=T\circ \Delta }, de modo que
{\displaystyle {\widehat {T}}(x)=(T\circ \Delta )(x)=T(x,x,\ldots ,x)}
Escrito de esta manera, está claro que un polinomio homogéneo es una función homogénea de grado n. Esto, para un escalar a, uno tiene
{\displaystyle {\widehat {T}}(ax)=a^{n}{\widehat {T}}(x)}
Inversamente, dado un polinomio homogéneo {\displaystyle P}, uno puede construir el tensor simétrico correspondiente {\displaystyle {\check {P}}}, el cual sigue inmediatamente una multilinearidad del tensor por medio de una fórmula polarizada:
{\displaystyle {\check {P}}(x_{1},x_{2},\cdots x_{n})={\frac {1}{2^{n}n!}}\sum _{\varepsilon _{i}=\pm 1 \atop 1\leq i\leq n}\varepsilon _{1}\varepsilon _{2}\cdots \varepsilon _{n}P\left(\sum _{i=1}\varepsilon _{i}x_{i}\right)}
{\displaystyle {\mathcal {L}}(X^{n},Y)} denota el espacio de tensores simétricos de rango n, y {\displaystyle {\mathcal {P}}(X,Y)} denota el espacio de polinomios homogéneos de grado n. Si el vector espacial X e Y están encima de los números reales o complejos (o más generalmente, encima de un cuerpo de característica cero), luego esos dos espacios son isomórficos, con los mapeados dados por sombreros y comprobamos:
{\displaystyle {\widehat {\;}}:{\mathcal {L}}(X^{n},Y)\to {\mathcal {P}}(X,Y)}
y
{\displaystyle {\check {\;}}:{\mathcal {P}}(X,Y)\to {\mathcal {L}}(X^{n},Y)}

## Forma algebraica
Forma algebraica, o simplemente forma, es otro término para polinomios homogéneos. Estos se utilizan generalmente para formas cuadráticas a de grados 3 y más, y en el pasado también fueron conocidos como cuantos. Al especificar el tipo de forma, uno tiene que dar su grado de una forma, y el número de variables n. Una forma está encima de algún campo K dado, si este va de Kn a K, donde n es el número de variables de la forma.
Una forma encima de algún campo K en n variables representa 0 si en él existe un elemento
(x1,...,xn)
en Kn semejante que por lo menos de
xi (i=1,...,n)
no es igual a cero.

## Propiedades básicas
El número de diferentes monomios homogéneos de grado M en N variables es {\displaystyle {\frac {(M+N-1)!}{M!(N-1)!}}}
La serie de Taylor de un polinomio homogéneo P ampliado al punto x puede ser escrito como
{\displaystyle {\begin{matrix}P(x+y)=\sum _{j=0}^{n}{n \choose j}dlw{\check {P}}(&\underbrace {x,x,\dots ,x} &\underbrace {y,y,\dots ,y} ).\\&j&n-j\\\end{matrix}}}
Otra identidad útil es
{\displaystyle {\begin{matrix}P(x)-P(y)=\sum _{j=0}^{n-1}{n \choose j}{\check {P}}(&\underbrace {y,y,\dots ,y} &\underbrace {(x-y),(x-y),\dots ,(x-y)} ).\\&j&n-j\\\end{matrix}}}

## Historia
Los polinomio homogéneos tuvieron un importante papel en las matemáticas del siglo XIX.
Las dos evidentes áreas donde se podría aplicar fueron la geometría proyectiva, y la teoría de números (en menor medida). El uso geométrico fue relacionado con teoría invariante.
- Datos: Q1474074